# UGK 4 Life
UGK 4 Life è il sesto album in studio del duo hip hop statunitense Underground Kingz (UGK), pubblicato nel 2009.
Si tratta dell'ultimo album del gruppo e del primo postumo per Pimp C.

## Tracce
1. Intro – 1:45
2. Still on the Grind (featuring Raheem DeVaughn) – 4:13
3. Everybody Wanna Ball – 3:57
4. Feelin' You – 3:54
5. The Pimp & The Bun (featuring Ron Isley) – 3:32
6. She Luv It – 3:53
7. 7th Street Interlude – 1:26
8. Swishas & Erb (featuring Sleepy Brown) – 4:02
9. Purse Come First (featuring Big Gipp) – 4:23
10. Harry Asshole (featuring Lil' Boosie & Webbie) – 4:15
11. Used to Be (featuring 8Ball & MJG, B-Legit & E-40) – 5:40
12. Steal Your Mind (featuring Too $hort & Snoop Dogg) – 4:45
13. Texas Ave. Interlude – 1:16
14. Hard as Hell (featuring Akon) – 3:55
15. Da Game Been Good to Me – 4:20
16. Outro – 3:11